# Maureilhan
Maureilhan [mɔ.ʁɛ.ʎɑ̃] (en occitan Maurelhan [maw.rɛ.'ʎan]) est une commune française située dans le sud-ouest du département de l'Hérault en région Occitanie.
Exposée à un climat méditerranéen, elle est drainée par le Lirou, le ruisseau de la Guiraude, le ruisseau de la Prade, le ruisseau de Merdols et par un autre cours d'eau.
Maureilhan est une commune rurale qui compte 2 465 habitants en 2022, après avoir connu une forte hausse de la population depuis 1962. Elle est dans l'unité urbaine de Maureilhan et fait partie de l'aire d'attraction de Béziers. Ses habitants sont appelés les Maureilhanais ou  Maureilhanaises.

## Géographie

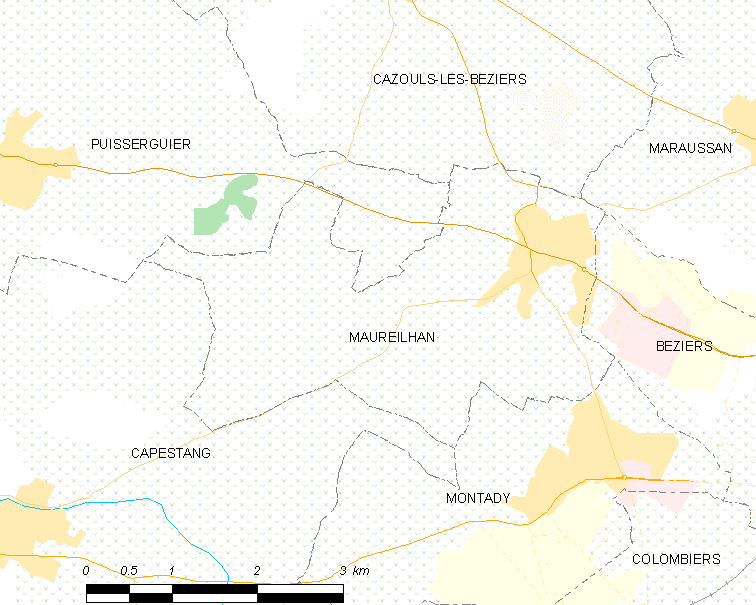
Carte

### Communes limitrophes
| Puisserguier | Cazouls-lès-Béziers | Maraussan |
| Capestang    | Maureilhan          | Béziers   |
|              | Capestang           | Montady   |

### Climat
Pour des articles plus généraux, voir Climat de l'Occitanie et Climat de l'Hérault.
En 2010, le climat de la commune est de type climat méditerranéen franc, selon une étude s'appuyant sur une série de données couvrant la période 1971-2000. En 2020, Météo-France publie une typologie des climats de la France métropolitaine dans laquelle la commune est exposée à un climat méditerranéen et est dans la région climatique  Provence, Languedoc-Roussillon, caractérisée par une pluviométrie faible en été, un très bon ensoleillement (2 600 h/an), un été chaud (21,5 °C), un air très sec en été, sec en toutes saisons, des vents forts (fréquence de 40 à 50 % de vents > 5 m/s) et peu de brouillards.
Pour la période 1971-2000, la température annuelle moyenne est de 14,7 °C, avec une amplitude thermique annuelle de 16 °C. Le cumul annuel moyen de précipitations est de 607 mm, avec 5,1 jours de précipitations en janvier et 2,5 jours en juillet. Pour la période 1991-2020, la température moyenne annuelle observée sur la station météorologique la plus proche, située sur la commune de Béziers à 8 km à vol d'oiseau, est de 15,5 °C et le cumul annuel moyen de précipitations est de 585,0 mm,. Pour l'avenir, les paramètres climatiques de la commune estimés pour 2050 selon différents scénarios d’émission de gaz à effet de serre sont consultables sur un site dédié publié par Météo-France en novembre 2022.

### Milieux naturels et biodiversité
Aucun espace naturel présentant un intérêt patrimonial n'est recensé sur la commune dans l'inventaire national du patrimoine naturel,,.

## Urbanisme

### Typologie
Au 1er janvier 2024, Maureilhan est catégorisée bourg rural, selon la nouvelle grille communale de densité à sept niveaux définie par l'Insee en 2022.
Elle appartient à l'unité urbaine de Maureilhan, une unité urbaine monocommunale constituant une ville isolée,. Par ailleurs la commune fait partie de l'aire d'attraction de Béziers, dont elle est une commune de la couronne,. Cette aire, qui regroupe 53 communes, est catégorisée dans les aires de 50 000 à moins de 200 000 habitants,.

### Occupation des sols
L'occupation des sols de la commune, telle qu'elle ressort de la base de données européenne d’occupation biophysique des sols Corine Land Cover (CLC), est marquée par l'importance des territoires agricoles (88,3 % en 2018), en diminution par rapport à 1990 (92,1 %). La répartition détaillée en 2018 est la suivante : 
cultures permanentes (85,2 %), zones urbanisées (9,5 %), zones agricoles hétérogènes (3,2 %), zones industrielles ou commerciales et réseaux de communication (2,2 %). L'évolution de l’occupation des sols de la commune et de ses infrastructures peut être observée sur les différentes représentations cartographiques du territoire : la carte de Cassini (XVIIIe siècle), la carte d'état-major (1820-1866) et les cartes ou photos aériennes de l'IGN pour la période actuelle (1950 à aujourd'hui).

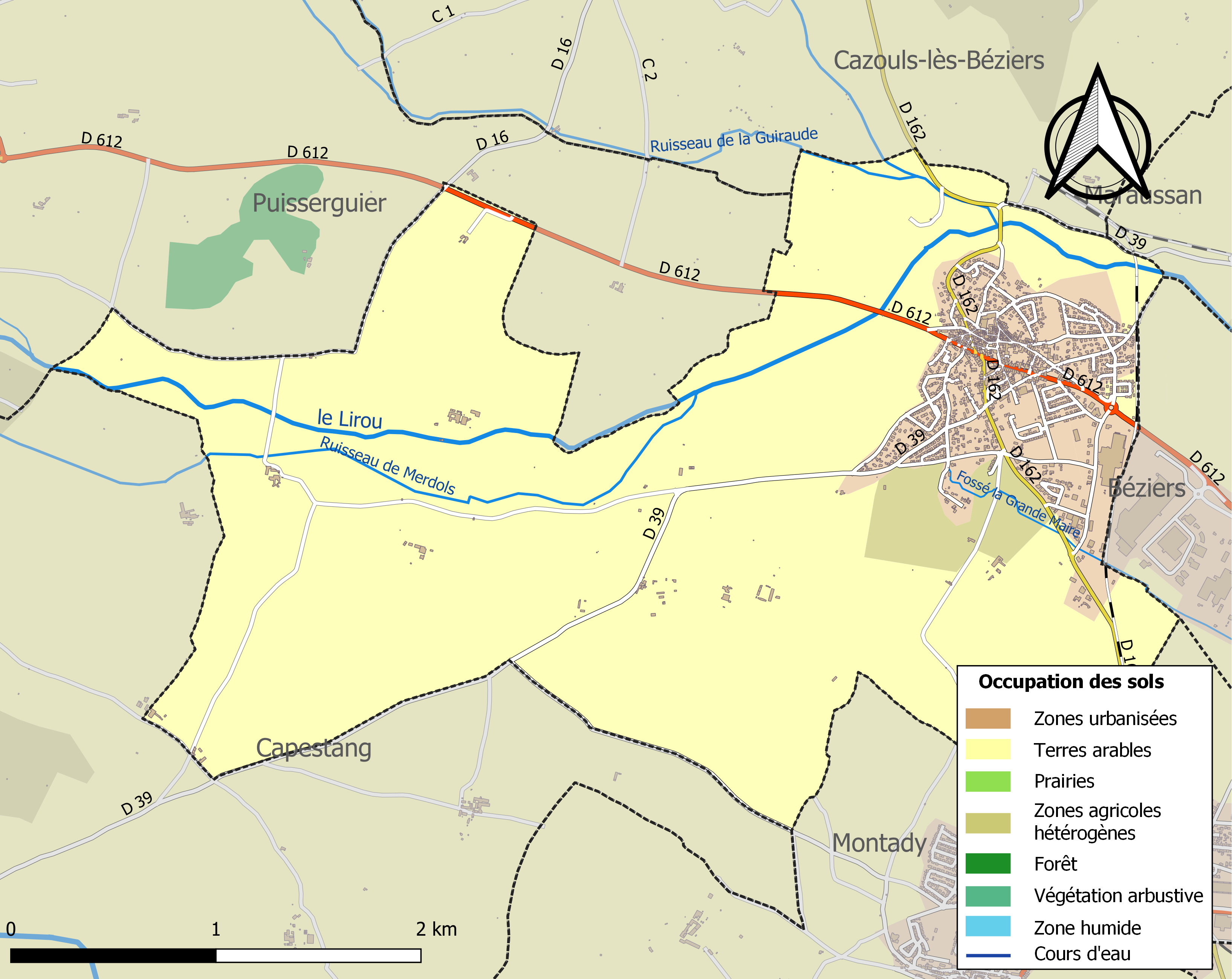
Carte des infrastructures et de l'occupation des sols de la commune en 2018 (CLC).

### Risques majeurs
Le territoire de la commune de Maureilhan est vulnérable à différents aléas naturels : météorologiques (tempête, orage, neige, grand froid, canicule ou sécheresse), inondations et séisme (sismicité faible). Il est également exposé à un risque technologique,  le transport de matières dangereuses. Un site publié par le BRGM permet d'évaluer simplement et rapidement les risques d'un bien localisé soit par son adresse soit par le numéro de sa parcelle.

#### Risques naturels
Certaines parties du territoire communal sont susceptibles d’être affectées par le risque d’inondation par débordement de cours d'eau, notamment le Lirou. La commune a été reconnue en état de catastrophe naturelle au titre des dommages causés par les inondations et coulées de boue survenues en 1982, 1986, 1987, 1990, 1992, 1994, 1996 et 2019,.
Maureilhan est exposée au risque de feu de forêt du fait de la présence sur son territoire. Un plan départemental de protection des forêts contre les incendies (PDPFCI) a été approuvé en juin 2013 et court jusqu'en 2022, où il doit être renouvelé. Les mesures individuelles de prévention contre les incendies sont précisées par deux arrêtés préfectoraux et s’appliquent dans les zones exposées aux incendies de forêt et à moins de 200 mètres de celles-ci. L’arrêté du 25 avril 2002 réglemente l'emploi du feu en interdisant notamment d’apporter du feu, de fumer et de jeter des mégots de cigarette dans les espaces sensibles et sur les voies qui les traversent sous peine de sanctions. L'arrêté du 11 mars 2013 rend le débroussaillement obligatoire, incombant au propriétaire ou ayant droit,.

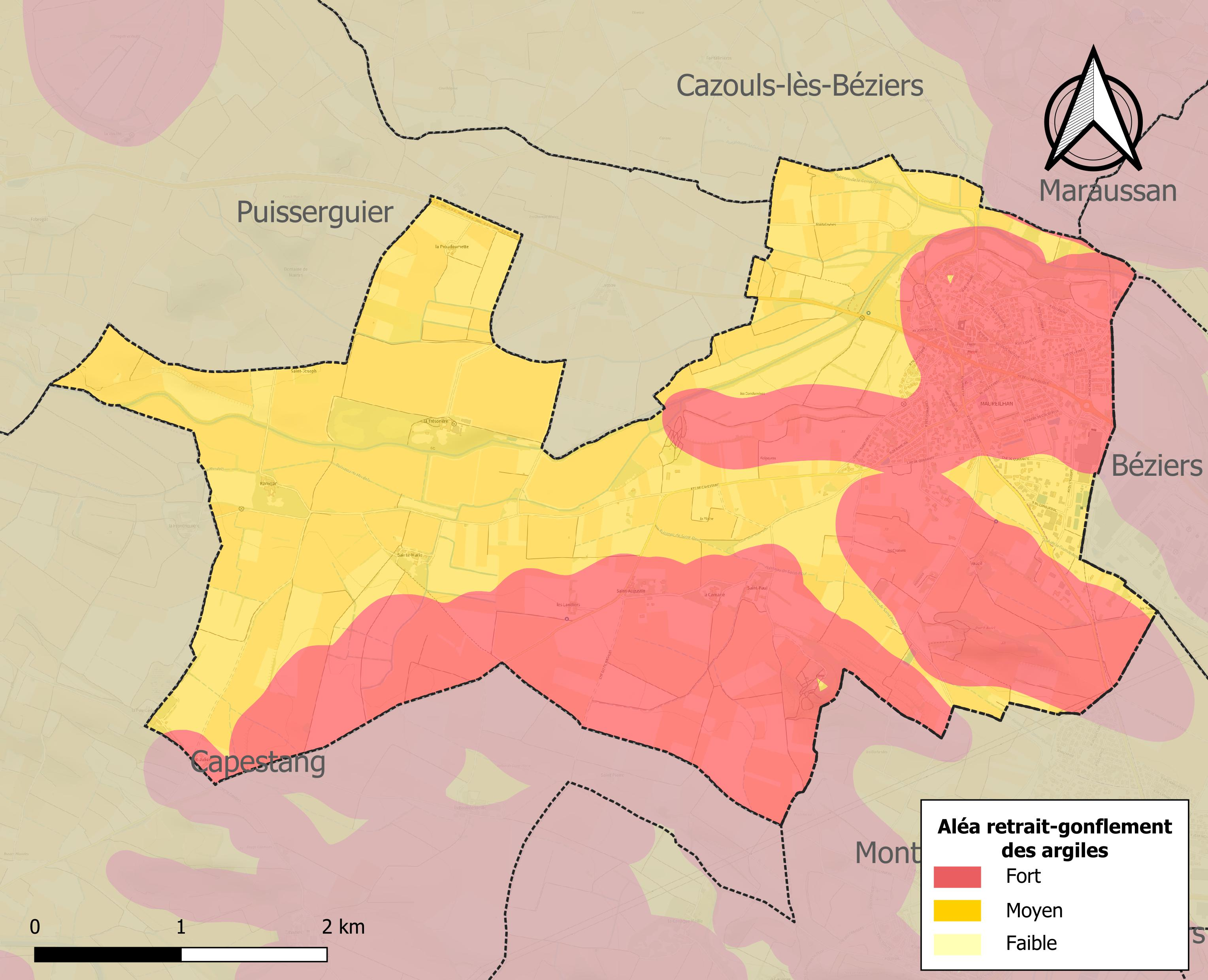
Carte des zones d'aléa retrait-gonflement des sols argileux de Maureilhan.

Le retrait-gonflement des sols argileux est susceptible d'engendrer des dommages importants aux bâtiments en cas d’alternance de périodes de sécheresse et de pluie. La totalité de la commune est en aléa moyen ou fort (59,3 % au niveau départemental et 48,5 % au niveau national). Sur les 958 bâtiments dénombrés sur la commune en 2019, 958 sont en aléa moyen ou fort, soit 100 %, à comparer aux 85 % au niveau départemental et 54 % au niveau national. Une cartographie de l'exposition du territoire national au retrait gonflement des sols argileux est disponible sur le site du BRGM,.
Par ailleurs, afin de mieux appréhender le risque d’affaissement de terrain, l'inventaire national des cavités souterraines permet de localiser celles situées sur la commune.

#### Risques technologiques
Le risque de transport de matières dangereuses sur la commune est lié à sa traversée par des infrastructures routières ou ferroviaires importantes ou la présence d'une canalisation de transport d'hydrocarbures. Un accident se produisant sur de telles infrastructures est susceptible d’avoir des effets graves sur les biens, les personnes ou l'environnement, selon la nature du matériau transporté. Des dispositions d’urbanisme peuvent être préconisées en conséquence.

## Toponymie
Attestée sous les formes terra Maureliani en 1229, Morilhan en 1526[réf. nécessaire].
La commune est connue sous la variante « Maurilhan ». En l'an II, Ramejan est rattachée à la commune Maureilhan pour former celle de Maureilhan-et-Ramejan. Le décret du 12 mars 1914 modifie le nom de la commune qui devient Maureilhan. Toutefois, la forme Maureilhan-et-Ramejan continue à être utilisée jusqu'en 1955. Par décret du 22 mars 1955, Maureilhan-et-Ramejan prend le nom de Maureilhan.

## Politique et administration

### Municipalité
| Période | Période  | Identité               | Étiquette | Qualité                                             |
| ------- | -------- | ---------------------- | --------- | --------------------------------------------------- |
| 1790    | 1792     | Jean-Pierre Latapie    |           |                                                     |
| 1792    | 1794     | Raymond Cazaledes      |           |                                                     |
| 1794    | 1800     | Jean Pierre Latapie    |           |                                                     |
| 1800    | 1801     | Jean Pierre Tindel     |           |                                                     |
| 1801    | 1807     | François Foures        |           |                                                     |
| 1807    | 1833     | Raymond Sauret         |           |                                                     |
| 1833    | 1838     | Jean Antoine Roucayrol |           |                                                     |
| 1838    | 1843     | Etienne Fontenille     |           |                                                     |
| 1843    | 1855     | Jean Antoine Roucayrol |           |                                                     |
| 1855    | 1870     | Pascal Raymond Sauret  |           |                                                     |
| 1870    | 1871     | Jean Py                |           | Président de la délégation provisoire               |
| 1871    | 1880     | Eugène Capdecombes     |           |                                                     |
| 1880    | 1881     | Alphonse Gazagnes      |           |                                                     |
| 1881    | 1884     | Justin Daban           |           |                                                     |
| 1884    | 1886     | Pierre Blayac          |           |                                                     |
| 1886    | 1892     | Charles Fabre          |           |                                                     |
| 1892    | 1904     | François Vergnes       |           |                                                     |
| 1904    | 1906     | Aristide Serre         |           |                                                     |
| 1906    | 1912     | Emilien Chaboud        |           |                                                     |
| 1912    | 1921     | Raymond Sans           |           |                                                     |
| 1921    | 1941     | Jean Vidal             |           | Président de la Délégation spéciale                 |
| 1941    | 1944     | Paul Rey               |           | Président de la Délégation spéciale                 |
| 1944    | 1977     | Antoine Colombie       | SFIO      | Président du Comité de Libération, Ouvrier agricole |
| 1977    | 1995     | René Frances           | PS        |                                                     |
| 1995    | 2004     | Claude Ricome          | DVG       |                                                     |
| 2004    | 2008     | Jean Prats             | DVG       |                                                     |
| 2008    | En cours | Christian Séguy        | SE        | Retraité                                            |

### Jumelages
Sequedin (France), 
Maureilhan est jumelé avec Sequedin, commune du Nord.

## Démographie
L'évolution du nombre d'habitants est connue à travers les recensements de la population effectués dans la commune depuis 1793. Pour les communes de moins de 10 000 habitants, une enquête de recensement portant sur toute la population est réalisée tous les cinq ans, les populations de référence des années intermédiaires étant quant à elles estimées par interpolation ou extrapolation. Pour la commune, le premier recensement exhaustif entrant dans le cadre du nouveau dispositif a été réalisé en 2005.

En 2022, la commune comptait 2 465 habitants, en évolution de +18,23 % par rapport à 2016 (Hérault : +7,49 %, France hors Mayotte : +2,11 %).
| 1793 | 1800 | 1806 | 1821 | 1831 | 1836 | 1841 | 1846 | 1851 |
| ---- | ---- | ---- | ---- | ---- | ---- | ---- | ---- | ---- |
| 463  | 361  | 398  | 601  | 601  | 542  | 690  | 651  | 742  |

| 1856 | 1861 | 1866 | 1872 | 1876  | 1881  | 1886  | 1891  | 1896  |
| ---- | ---- | ---- | ---- | ----- | ----- | ----- | ----- | ----- |
| 706  | 745  | 903  | 946  | 1 007 | 1 062 | 1 007 | 1 066 | 1 198 |

| 1901  | 1906  | 1911  | 1921  | 1926  | 1931  | 1936  | 1946  | 1954  |
| ----- | ----- | ----- | ----- | ----- | ----- | ----- | ----- | ----- |
| 1 376 | 1 261 | 1 263 | 1 234 | 1 195 | 1 223 | 1 170 | 1 109 | 1 123 |

| 1962  | 1968  | 1975  | 1982  | 1990  | 1999  | 2005  | 2006  | 2010  |
| ----- | ----- | ----- | ----- | ----- | ----- | ----- | ----- | ----- |
| 1 123 | 1 172 | 1 335 | 1 298 | 1 412 | 1 430 | 1 680 | 1 694 | 1 893 |

| 2015  | 2020  | 2022  | - | - | - | - | - | - |
| ----- | ----- | ----- | - | - | - | - | - | - |
| 2 049 | 2 342 | 2 465 | - | - | - | - | - | - |

## Économie

### Revenus
En 2018, la commune compte 964 ménages fiscaux, regroupant 2 332 personnes. La médiane du revenu disponible par unité de consommation est de 20 680 € (20 330 € dans le département). 45 % des ménages fiscaux sont imposés (45,8 % dans le département).

### Emploi
|                | 2008   | 2013   | 2018  |
| -------------- | ------ | ------ | ----- |
| Commune        | 10,6 % | 11,4 % | 8,3 % |
| Département    | 10,1 % | 11,9 % | 12 %  |
| France entière | 8,3 %  | 10 %   | 10 %  |

En 2018, la population âgée de 15 à 64 ans s'élève à 1 271 personnes, parmi lesquelles on compte 78 % d'actifs (69,6 % ayant un emploi et 8,3 % de chômeurs) et 22 % d'inactifs,. En  2018, le taux de chômage communal (au sens du recensement) des 15-64 ans est inférieur à celui de la France et du département, alors qu'en 2008 la situation était inverse.
La commune fait partie de la couronne de l'aire d'attraction de Béziers, du fait qu'au moins 15 % des actifs travaillent dans le pôle,. Elle compte 608 emplois en 2018, contre 646 en 2013 et 422 en 2008. Le nombre d'actifs ayant un emploi résidant dans la commune est de 904, soit un indicateur de concentration d'emploi de 67,3 % et un taux d'activité parmi les 15 ans ou plus de 58 %.
Sur ces 904 actifs de 15 ans ou plus ayant un emploi, 175 travaillent dans la commune, soit 19 % des habitants. Pour se rendre au travail, 89,5 % des habitants utilisent un véhicule personnel ou de fonction à quatre roues, 1,7 % les transports en commun, 4,3 % s'y rendent en deux-roues, à vélo ou à pied et 4,4 % n'ont pas besoin de transport (travail au domicile).

### Activités hors agriculture

#### Secteurs d'activités
221 établissements sont implantés  à Maureilhan au 31 décembre 2019. Le tableau ci-dessous en détaille le nombre par secteur d'activité et compare les ratios avec ceux du département,.
| Secteur d'activité                                                                                        | Commune | Commune | Département |
| Secteur d'activité                                                                                        | Nombre  | %       | %           |
| --- | ------- | ------- | ----------- |
| Ensemble                                                                                                  | 221     | 100 %   | (100 %)     |
| Industrie manufacturière, industries extractives et autres                                                | 15      | 6,8 %   | (6,7 %)     |
| Construction                                                                                              | 53      | 24 %    | (14,1 %)    |
| Commerce de gros et de détail, transports, hébergement et restauration                                    | 65      | 29,4 %  | (28 %)      |
| Information et communication                                                                              | 7       | 3,2 %   | (3,3 %)     |
| Activités financières et d'assurance                                                                      | 2       | 0,9 %   | (3,2 %)     |
| Activités immobilières                                                                                    | 14      | 6,3 %   | (5,3 %)     |
| Activités spécialisées, scientifiques et techniques et activités de services administratifs et de soutien | 18      | 8,1 %   | (17,1 %)    |
| Administration publique, enseignement, santé humaine et action sociale                                    | 25      | 11,3 %  | (14,2 %)    |
| Autres activités de services                                                                              | 22      | 10 %    | (8,1 %)     |

Le secteur du commerce de gros et de détail, des transports, de l'hébergement et de la restauration est prépondérant sur la commune puisqu'il représente 29,4 % du nombre total d'établissements de la commune (65 sur les 221 entreprises implantées  à Maureilhan), contre 28 % au niveau départemental.

#### Entreprises et commerces
Les six entreprises ayant leur siège social sur le territoire communal qui génèrent le plus de chiffre d'affaires en 2022 sont : 
- Inno Vo SAS, commerce de gros (commerce interentreprises) de boissons (5 043 k€) Président : M Luc Peron
- LSR 34, travaux de peinture et vitrerie (1 517 k€) Président : M Laurent SAURY-ROSOLEN
- Maury Freres Pesage, fabrication d'équipements d'emballage, de conditionnement et de pesage (1 392 k€) Président : M Alain MAURY
- Hydrosud, autres intermédiaires du commerce en produits divers (1 330 k€) Président : M Joel KAPLAN
- SARL Metal Concept Montagnac, fabrication de structures métalliques et de parties de structures (1 021 k€) Président : M Laurent MONTAGNAC
- Vanilusso, Commerce de détail,  de vanille et café haut de gamme vente au particulier et professionnelle. (1 005 k€) Président : M Liger Lucas

### Agriculture
La commune est dans la « Plaine viticole », une petite région agricole occupant la bande côtière du département de l'Hérault. En 2020, l'orientation technico-économique de l'agriculture  sur la commune est la viticulture.
|               | 1988 | 2000 | 2010 | 2020 |
| ------------- | ---- | ---- | ---- | ---- |
| Exploitations | 127  | 66   | 45   | 33   |
| SAU (ha)      | 924  | 697  | 520  | 404  |

Le nombre d'exploitations agricoles en activité et ayant leur siège dans la commune est passé de 127 lors du recensement agricole de 1988  à 66 en 2000 puis à 45 en 2010 et enfin à 33 en 2020, soit une baisse de 74 % en 32 ans. Le même mouvement est observé à l'échelle du département qui a perdu pendant cette période 67 % de ses exploitations,. La surface agricole utilisée sur la commune a également diminué, passant de 924 ha en 1988 à 404 ha en 2020. Parallèlement la surface agricole utilisée moyenne par exploitation a augmenté, passant de 7 à 12 ha.

## Culture locale et patrimoine

### Sports
- Rugby à XV
  - AS Maureilhan Montady rugby Vice-champion de France de 1re série 2017

### Lieux et monuments
- Le château médiéval.
- Église Saint-Baudile de Maureilhan. L'édifice a été inscrit au titre des monuments historiques en 2007[30].
- Chapelle Notre-Dame-de-Bon-Secours de Maureilhan.
- La mairie.

### Galerie

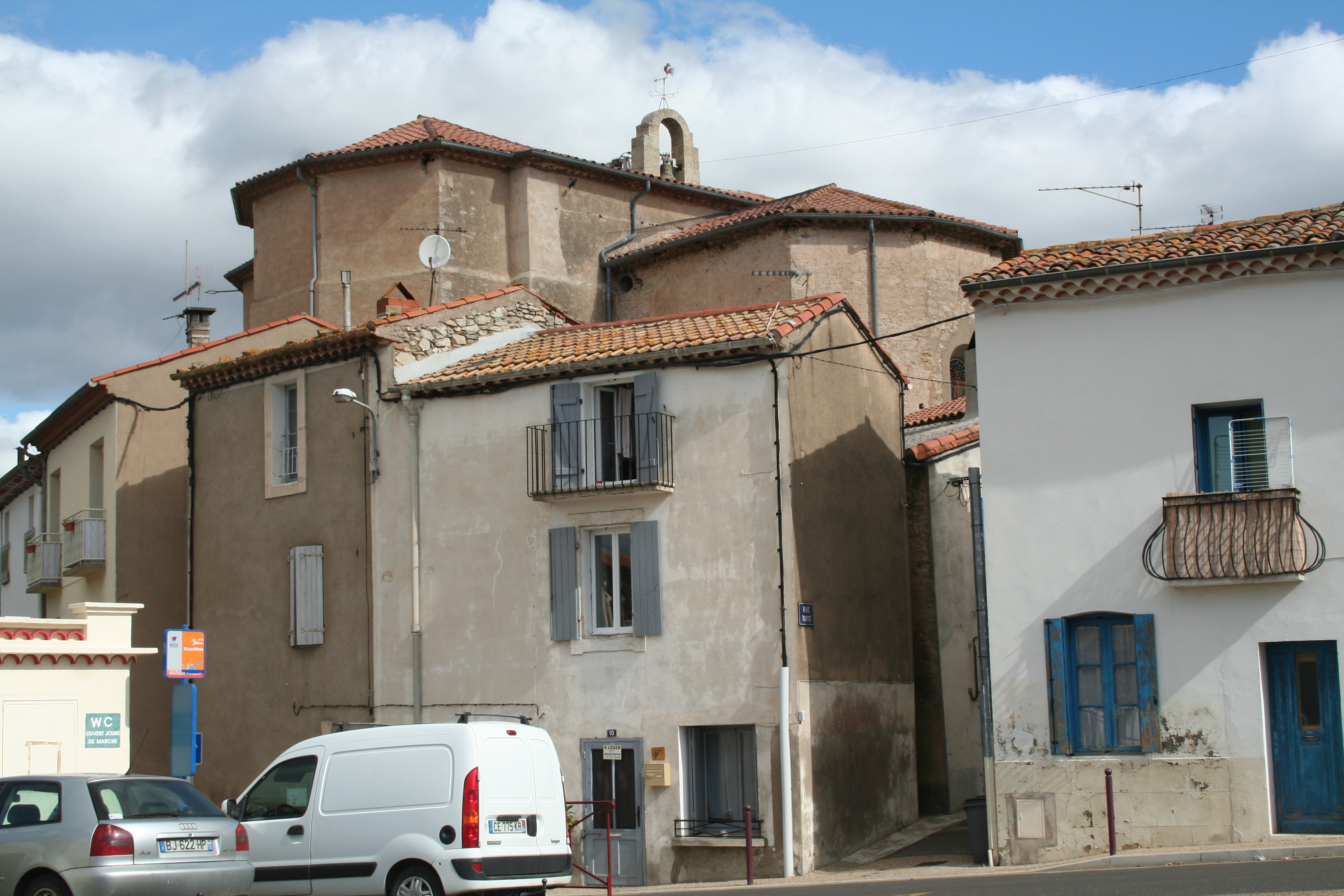
Vue générale de Saint-Baudile.
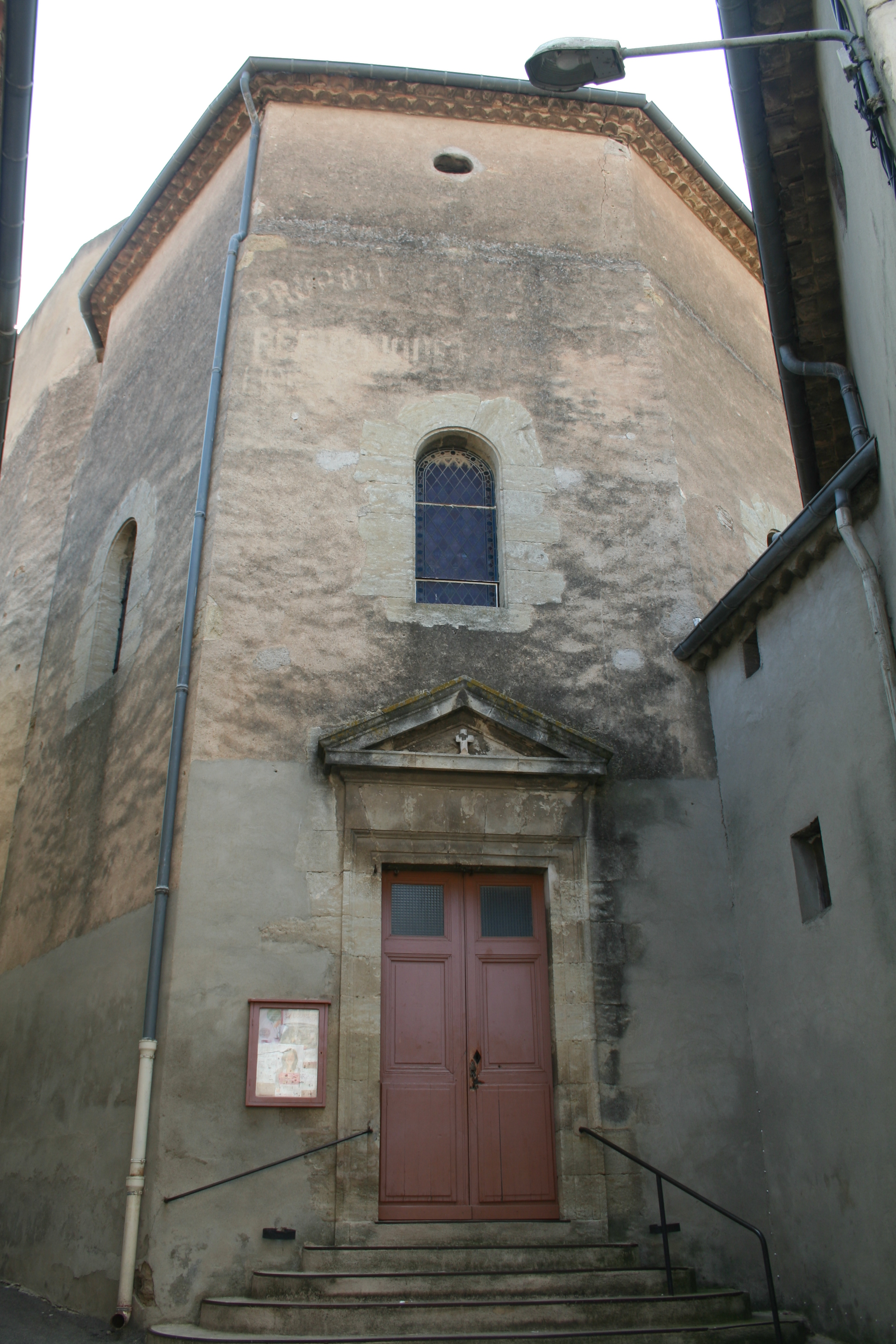
Église Saint-Baudile
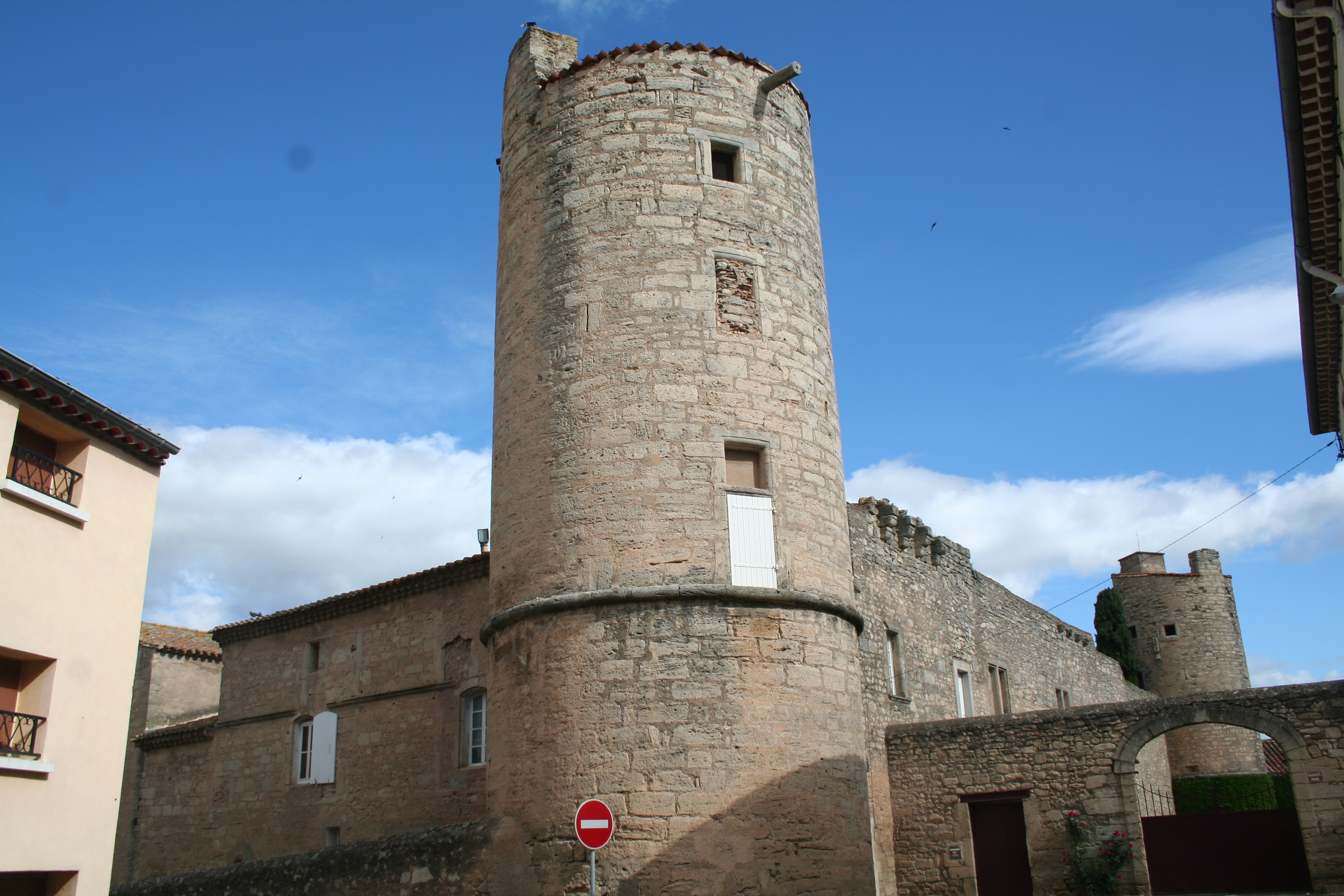
Château, façade est.
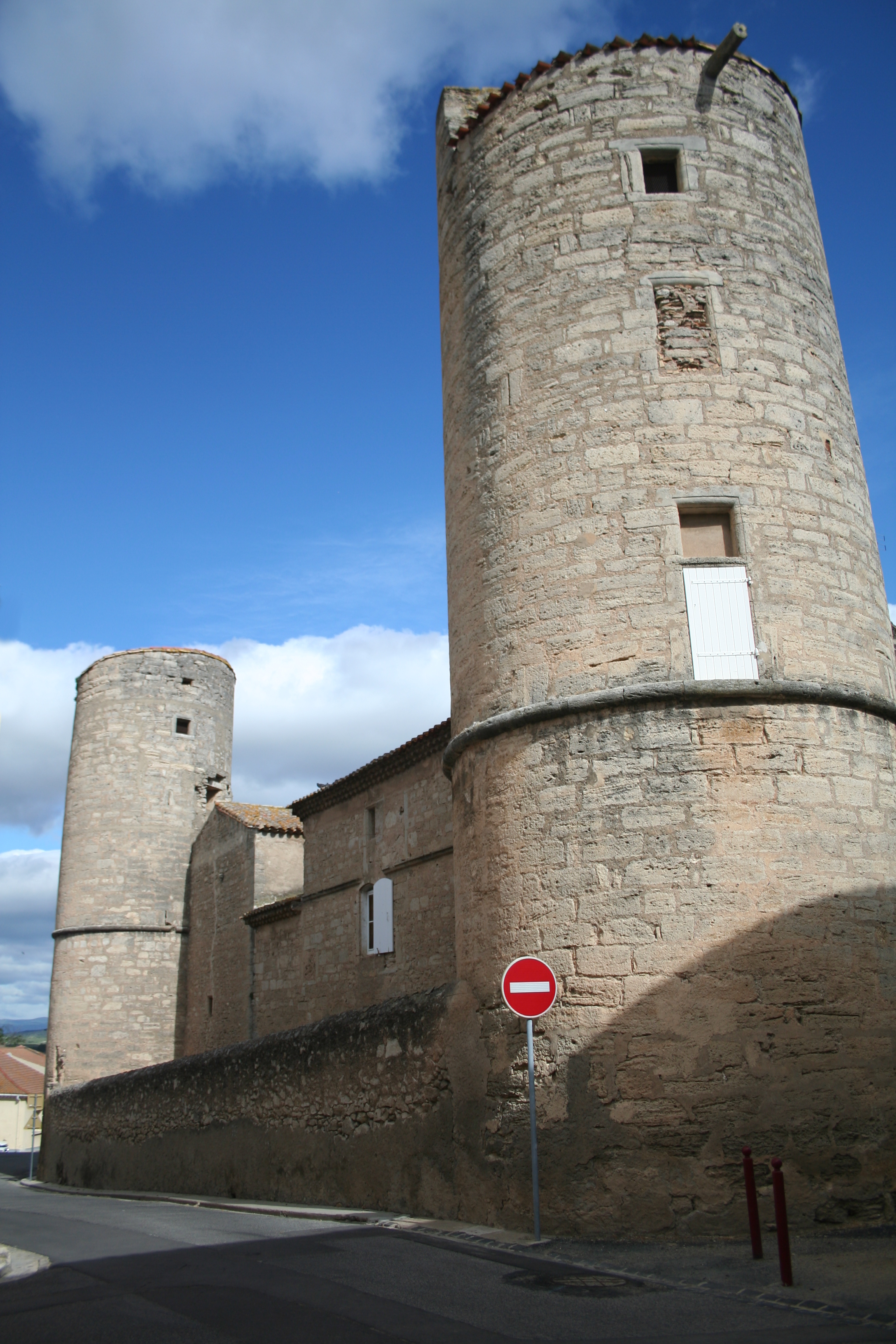
Château, façade sud.
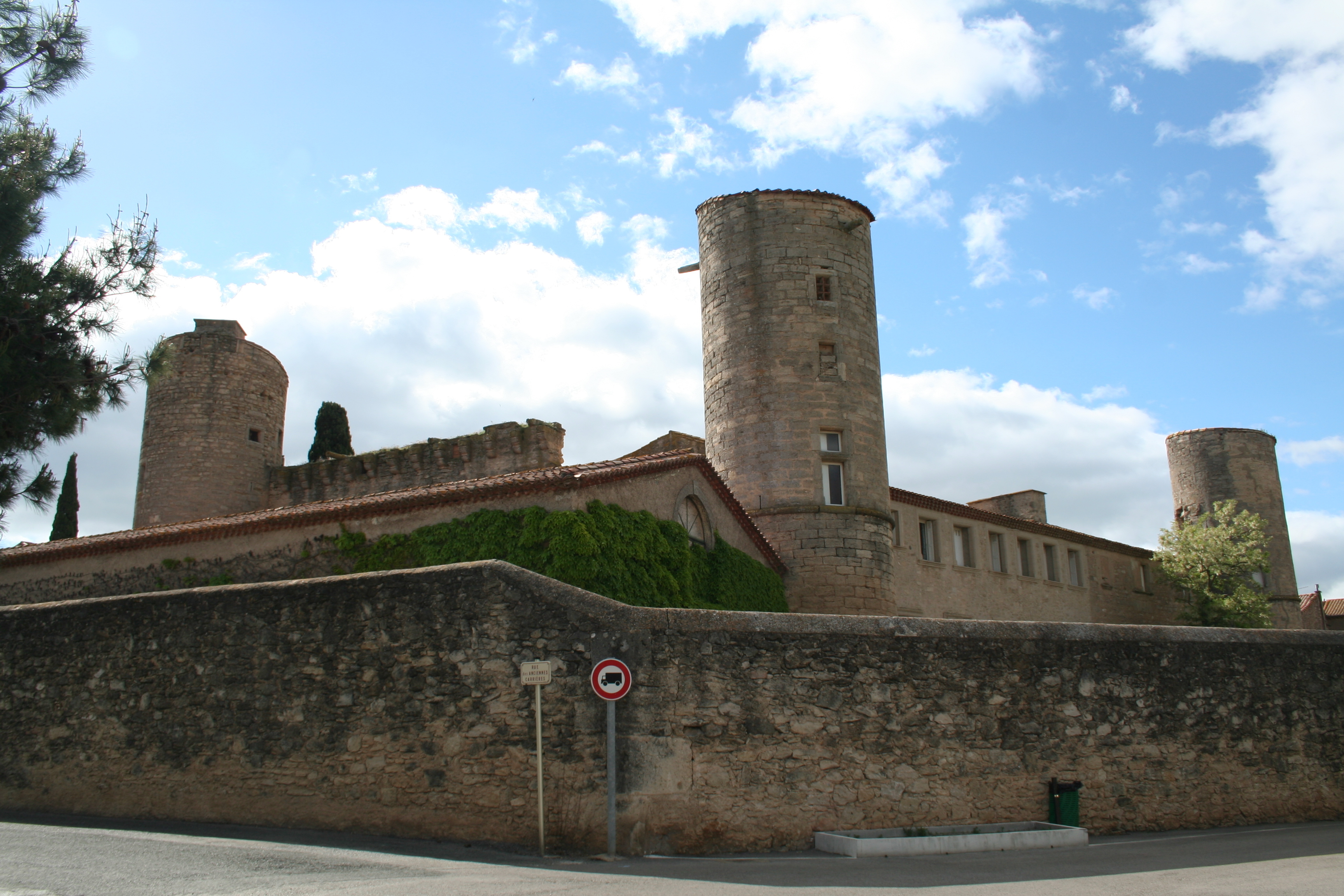
Château, façades nord et ouest.
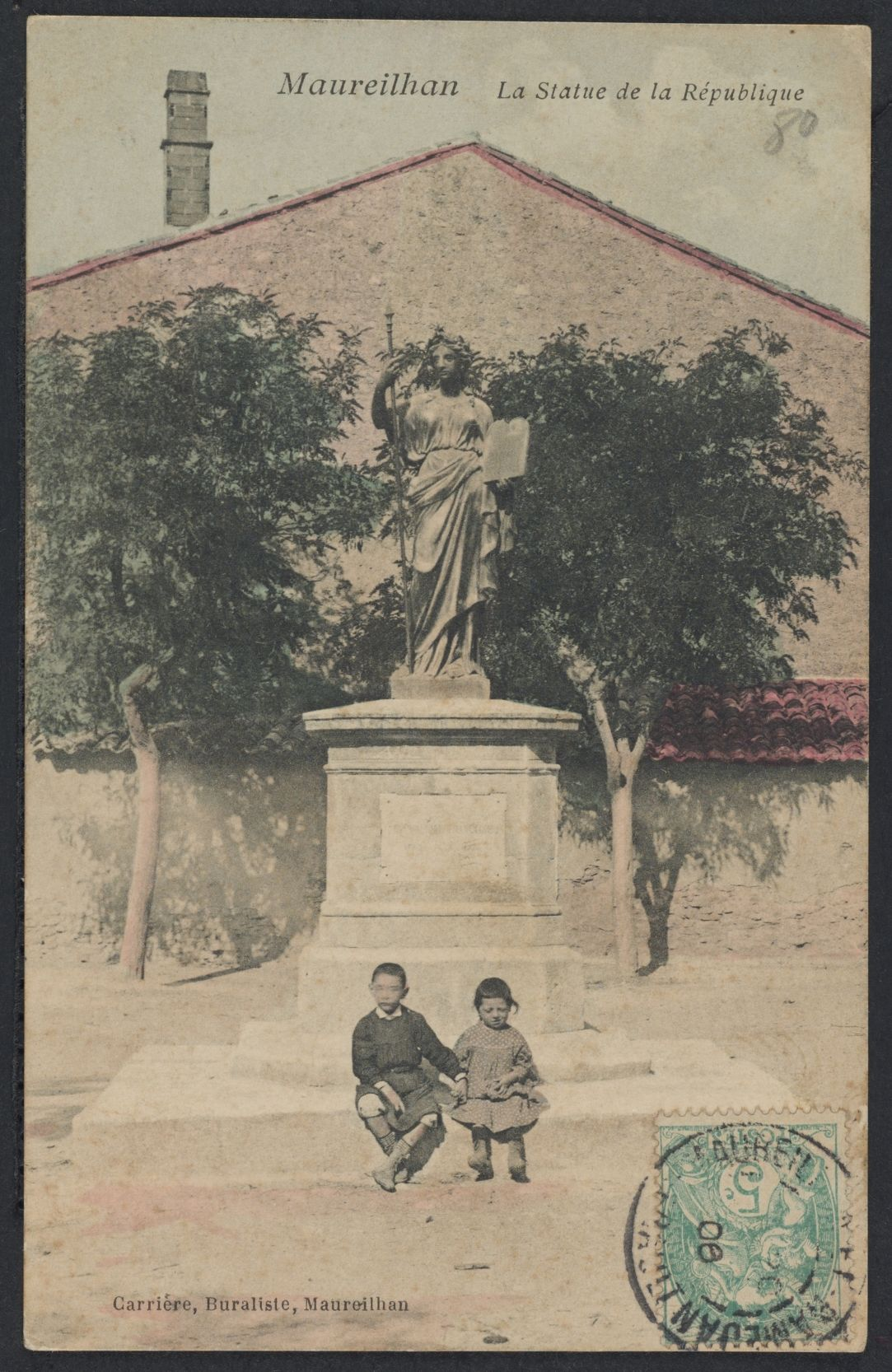
Carte postale de la statue de la République (1906).

### Héraldique
|  | Les armoiries de Maureilhan se blasonnent ainsi : De sinople, au sautoir losangé d'argent et d'azur. |

### Personnalités liées à la commune
- Jean-Jacques Dortous de Mairan (1678-1771), grand savant biterrois, membre de l'Académie française.
- Pierre Flourens (1794-1867), médecin et biologiste français considéré comme l'un des fondateurs des neurosciences expérimentales. Il joua aussi un grand rôle dans le développement de l'anesthésie.
- Arthur de Lort de Sérignan, né à Maureilhan le 10 juillet 1849, professeur à l'Ecole militaire de Saint-Cyr, auteur d'ouvrages d'Histoire militaire